# Dekanat Krośniewice
Dekanat Krośniewice – jeden z 21 dekanatów diecezji łowickiej. 
W skład dekanatu wchodzą następujące parafie:
- Parafia Wniebowzięcia Najświętszej Maryi Panny w Krośniewicach
- Parafia św. Wojciecha i św. Stanisława w Dąbrowicach
- Parafia św. Mikołaja Biskupa w Dzierzbicach
- Parafia Niepokalanego Poczęcia Najświętszej Maryi Panny w Imielnie
- Parafia św. Jana Chrzciciela w Mazewie
- Parafia św. Stanisława Biskupa i Męczennika w Miłonicach
- Parafia św. Floriana w Nowem
- Parafia Matki Bożej Częstochowskiej w Ostrowach
- Parafia św. Jana Chrzciciela w Rdutowie
- Parafia św. Mateusza Apostoła i św. Rocha w Starej Sobótce

 Dziekan 
- ks. kan. Tomasz Jackowski – proboszcz w parafii Wniebowzięcia Najświętszej Maryi Panny w Krośniewicach

 Wicedziekan 
- ks. Mieczysław Podsędek – proboszcz w parafii Matki Boskiej Częstochowskiej w Ostrowach

Ojciec duchowny
- ks. Krzysztof Michalski – proboszcz w parafii św. Jana Chrzciciela w Rdutowie